# Temptation (serie de televisión)
Temptation (en hangul, 유혹; romanización revisada, Yuhok) titulada en español como Tentación, es una serie de televisión surcoreana emitida durante 2014 y protagonizada por Choi Ji Woo, Kwon Sang Woo, Park Ha Sun y Lee Jung-jin. Fue emitida en su país de origen por Seoul Broadcasting System desde el 14 de julio hasta el 16 de septiembre de 2014, con una longitud de 20 episodios  emitidos cada lunes y martes a las 21:55 (KST).

## Argumento
Cha Suk Hoon (Kwon Sang Woo) es un hombre ingenuo que creció un pueblo rural en la provincia de Gangwon. Su intelecto lo lleva a la mejor universidad del país, a pesar de difícil situación económica de su familia se debe enfrentar a todo tipo de trabajos a tiempo parcial, especialmente en obras de construcción, con el fin de ganar su matrícula. Posteriormente, conoce a Na Hong Joo (Park Ha Sun), una chica también de una modesta familia, Hong Joo se resigna a una existencia miserable hasta que Suk Hoon trae felicidad y esperanza a su vida. Se casan y ella como una mujer tranquila y comprensiva, siempre es la primera en sacrificarse y hacer negocios. Sin embargo Suk Hoon se encuentra sumido en una deuda masiva, debido a un negocio fallido con otro compañero.
Por otro lado esta Yoo Se Young (Choi Ji Woo) que es una heredera de un hotel, fue capacitada para hacerse cargo de la compañía de su padre desde una edad temprana, es llamada una "mujer de hierro" ya que es un adicta al trabajo y una líder testaruda, sin ningún interés en el amor o el matrimonio. Uno de sus amigos de la familia, Kang Min-woo (Lee Jung-jin) es un rico playboy, quien intentó sin éxito seducirla en el pasado. Min Woo tiene todo lo que podría desear, y se acerca a la vida con la filosofía de que usted debe tener un centenar de rostros diferentes para un centenar de mujeres diferentes. Se casó sólo porque era un requisito para su herencia.
Mientras que en un viaje de negocios a Hong Kong, Se Young conoce a Suk Hoon y Hong Joo, para su diversión, les hace una oferta peligrosa para poner a prueba su matrimonio y ella le ofrece pagar las deudas de Suk Hoon para que evite ir a la cárcel, a cambio de estar tres días con él. Suk Hoon hace una elección crucial y acepta el acuerdo. Pero su extraña relación con el Se Young pronto pone en peligro su matrimonio. Al regresar a Corea, el matrimonio de Suk Hoon y Hong Joo es incapaz de sobrevivir a esta crisis de confianza, y finalmente se divorcian. Mientras tanto, Se Young se encuentra a sí misma realmente enamorada de Suk Hoon.

## Reparto

### Personajes principales
- Choi Ji Woo como Yoo Se Young
- Kwon Sang Woo como Cha Suk Hoon.
- Park Ha Sun como Na Hong Joo.[3]
- Lee Jung-jin como Kang Min-woo.

### Personajes secundarios
Relacionados con Se Young
- Kim So Young como Yoo Se Jin.
- Kim Sung Kyum como Yoo Dal Ho.
- Hong Yeo Jin como Jung Yoon Sook.
- Jo Mi Ryung como Joo Myung Hwa.

Relacionados con Suk Hoon
- Kim Hyung Bum como Jo Young Chul.

Relacionados con Hong Joo
- Choi Il Hwa como Na Shi Chan.
- Lee Jung Shin como Na Hong Gyu.[4]

Relacionados con Min Woo
- Jo Hwi Joon como Roy.
- Yoon Ah Yung como Han Ji Sun.
- Jung Hye Sun como Lim Jung Soon.
- Kim Ji Young como Kang Yoon Ah.[5]
- Heo Jung Eun como Kang Sung Ah.
- Choi Hyun como Kim Doo Hyun.
- Ahn Se-ha como Park Han Soo.[6]
- Joo Jin Mo como Choi Seok Gi.

### Otros personajes
Apariciones especiales
- Fei como Jenny.
- Hwang Suk Ha como Presidente Doo.

## Recepción

### Audiencia
En Azul la audiencia más baja y en rojo la más alta.
| Ep. #    | Fecha de emisión         | Share        | Share        | Share       | Share       |
| Ep. #    | Fecha de emisión         | TNmS Ratings | TNmS Ratings | AGB Nielsen | AGB Nielsen |
| Ep. #    | Fecha de emisión         | Nacional     | Seúl         | Nacional    | Seúl        |
| -------- | ------------------------ | ------------ | ------------ | ----------- | ----------- |
| 1        | 14 de julio de 2014      | 9.6 %        | 11.9 %       | 7.6 %       | 8.6 %       |
| 2        | 15 de julio de 2014      | 8.3 %        | 10.3 %       | 8.0 %       | 9.1 %       |
| 3        | 21 de julio de 2014      | 8.2 %        | 9.9 %        | 9.0 %       | 10.3 %      |
| 4        | 22 de julio de 2014      | 8.4 %        | 10.8 %       | 8.3 %       | 9.3 %       |
| 5        | 28 de julio de 2014      | 8.8 %        | 10.5 %       | 9.0 %       | 9.3 %       |
| 6        | 29 de julio de 2014      | 8.5 %        | 10.4 %       | 8.9 %       | 9.6 %       |
| 7        | 4 de agosto de 2014      | 6.9 %        | 8.7 %        | 8.3 %       | 9.3 %       |
| 8        | 5 de agosto de 2014      | 8.3 %        | 10.3 %       | 9.5 %       | 10.7 %      |
| 9        | 11 de agosto de 2014     | 7.2 %        | 9.5 %        | 8.6 %       | 9.2 %       |
| 10       | 12 de agosto de 2014     | 7.4 %        | 9.6 %        | 8.6 %       | 9.3 %       |
| 11       | 18 de agosto de 2014     | 7.9 %        | 9.6 %        | 8.1 %       | 9.0 %       |
| 12       | 19 de agosto de 2014     | 8.3 %        | 10.7 %       | 8.8 %       | 9.3 %       |
| 13       | 25 de agosto de 2014     | 8.1 %        | 9.8 %        | 9.6 %       | 10.6 %      |
| 14       | 26 de agosto de 2014     | 8.4 %        | 10.9 %       | 10.0 %      | 10.7 %      |
| 15       | 1 de septiembre de 2014  | 9.3 %        | 11.1 %       | 11.3 %      | 12.2 %      |
| 16       | 2 de septiembre de 2014  | 8.5 %        | 11.0 %       | 10.1 %      | 11.4 %      |
| 17       | 8 de septiembre de 2014  | 6.7 %        | 8.2 %        | 6.6 %       | 7.2 %       |
| 18       | 9 de septiembre de 2014  | 8.1 %        | 9.8 %        | 8.3 %       | 8.9 %       |
| 19       | 15 de septiembre de 2014 | 7.7 %        | 9.6 %        | 8.8 %       | 9.7 %       |
| 20       | 16 de septiembre de 2014 | 10.1 %       | 12.6 %       | 10.8 %      | 11.7 %      |
| Promedio | Promedio                 | 8.2 %        | 10.3 %       | 8.9 %       | 9.8 %       |

## Banda sonora
1. Lena Park - «You and I».
2. Eru - «Temptation».
3. Fei (Miss A) & Jo Kwon (2AM) - «One Summer Night».
4. Moon Myung Jin - «In That Place».
5. Danny Jung - «Without U».
6. Lucky J - «Pitiful».

## Premios y nominaciones
| Año  | Premio               | Categoría                                                | Nominado                    | Resultado |
| ---- | -------------------- | -------------------------------------------------------- | --------------------------- | --------- |
| 2014 | 3rd APAN Star Awards | Mejor actriz secundaria                                  | Yoon Ah Jung                | Nominado  |
| 2014 | SBS Drama Awards     | Premio a la alta excelencia, actor en un drama especial  | Kwon Sang Woo               | Nominado  |
| 2014 | SBS Drama Awards     | Premio a la alta excelencia, actriz en un drama especial | Choi Ji Woo                 | Nominado  |
| 2014 | SBS Drama Awards     | Premio a la excelencia, actor en un drama especial       | Lee Jung-jin                | Nominado  |
| 2014 | SBS Drama Awards     | Premio a la popularidad Netizen                          | Kwon Sang Woo               | Nominado  |
| 2014 | SBS Drama Awards     | Premio a la popularidad Netizen                          | Choi Ji Woo                 | Nominado  |
| 2014 | SBS Drama Awards     | Premio a la mejor pareja                                 | Kwon Sang Woo y Choi Ji Woo | Nominado  |

## Emisión internacional
- Estados Unidos: Sky Link TV.
- Hong Kong: Now 101.
- Israel: Viva Plus.[9]
- Taiwán: Star.